# B Sides and C Sides
B Sides and C Sides — сборник американской панк-группы Rancid, выпущен 11 декабря 2007 года. Состоит из бонус-треков, раритетных записей, а также песен входивших в различные саундтреки, но никогда не выпущенных в составе альбомов, записанных в период с 1992 по 2004 годы.

## Список композиций
1. «Ben Zanotto» — 2:02
2. «Stop» — 1:41
3. «Devils Dance» — 3:04
4. «Dead and Gone» — 2:06
5. «Fuck Armageddon… This is Hell» (Граффин) — 2:48
6. «Stranded» — 2:24
7. «Killing Zone» — 2:39
8. «100 Years» — 1:56
9. «Things to Come» — 3:09
10. «Blast 'Em» — 2:29
11. «Endrina» — 1:14
12. «White Knuckle Ride» — 1:24
13. «Sick Sick World» — 1:16
14. «That’s Entertainment» — 1:29
15. «Clockwork Orange» — 2:45
16. «The Brothels» — 2:57
17. «Just a Feeling» — 1:57
18. «Brixton» — 2:25
19. «Empros Lap Dog» — 1:54
20. «I Wanna Riot» — 3:06
21. «Kill the Lights» — 1:18
22. «I’m Not the Only One» — 2:51
23. «Battering Ram» — 2:58
24. «The Sentence» — 1:39
25. «Media Controller» — 1:58
26. «Idle Hands» — 2:02

## Участники записи
- Тим Армстронг — вокал, гитара
- Ларс Фредерикстен — вокал, гитара
- Мет Фримен — бас-гитара
- Бретт Рид — барабан (1992—2004)
- Фил Лин — вокал, гитара
- Branden Steineckert — барабан